# Stephen Carr (Eiskunstläufer)
Stephen Alexander Carr (* 6. Januar 1966 in Sydney, New South Wales) ist ein ehemaliger australischer Eiskunstläufer, der in Einzellauf und im Paarlauf startete.
Zwischen 1985 und 1998 nahm Stephen Carr mit seiner Schwester Danielle Carr (ab 1996 verheiratete McGrath) als Sportpaar an Weltmeisterschaften sowie dreimal an Olympischen Winterspielen teil. Bis 1990 war das Paar auf Plätze am Ende des Feldes abonniert. In den späteren Jahren gelang es ihnen, sich in das Mittelfeld vorzuarbeiten. Carr ist für einen Paarläufer ungewöhnlich klein (1,67 m), seine Schwester misst lediglich 1,48 m.
Bei den Olympischen Winterspielen 1994 in Lillehammer sowie bei verschiedenen Weltmeisterschaften zwischen 1990 und 1996 war Carr auch als Einzelläufer am Start. Er gehört somit zu den wenigen Sportlern der neueren Eiskunstlaufgeschichte, die beide Disziplinen gleichzeitig auf internationalem Niveau betrieben. Allerdings waren seine Erfolge als Einzelläufer bescheiden. Lediglich 1994 gelang es ihm, sich im olympischen Wettbewerb sowie bei der anschließenden WM für das Kürfinale zu qualifizieren.
Carr startete für den Sydney Figure Skating Club. 

## Ergebnisse
als Paarläufer mit Danielle Carr/McGrath:
| Meisterschaft/Jahr      | 1985 | 1986 | 1987 | 1988 | 1989 | 1990 | 1991 | 1992 | 1993 | 1994 | 1995 | 1996 | 1997 | 1998 |
| ----------------------- | ---- | ---- | ---- | ---- | ---- | ---- | ---- | ---- | ---- | ---- | ---- | ---- | ---- | ---- |
| Olympische Winterspiele |      |      |      | -    |      |      |      | 13.  |      | 11.  |      |      |      | 13.  |
| Weltmeisterschaften     | 11.  | 14.  | 12.  | 15.  | 10.  | 16.  | 16.  | 14.  | 11.  | 10.  | 11.  | 12.  | 16.  | 15.  |

als Einzelläufer:
| Meisterschaft/Jahr      | 1990 | 1991 | 1992 | 1993 | 1994 | 1995 | 1996 |
| ----------------------- | ---- | ---- | ---- | ---- | ---- | ---- | ---- |
| Olympische Winterspiele |      |      | -    |      | 18.  |      |      |
| Weltmeisterschaften     | 29.  | -    | -    | 35.  | 22.  | -    | 39.  |